# Duane Carey
Duane Gene "Digger" Carey (* 30. dubna 1957 v Saint Paul, Minnesota, USA) je vojenský letec a bývalý astronaut NASA, který absolvoval v roce 2002 let v raketoplánu Columbia.

## Krátce ze života
Středoškolské vzdělání získal v rodném městě na Highland Park High School, poté absolvoval v letech 1975–1982 vysokoškolské studium na University of Minnesota v oboru letectví a mechanika.
V roce 1996 se oženil s Cheryl Ann, rozenou Tobritzhofer a stal se armádním testovacím pilotem na základně Edwards v Kalifornii. Tentýž rok byl zařazen do výcvikového střediska NASA v Houstonu. Po ukončení výcviku byl roku 1998 zařazen do týmu astronautů a šest let poté do vesmíru letěl. Dva roky po přistání z NASA odešel zpět na leteckou základnu a kosmodrom Edwards.
Používal přezdívku Digger.

## Let do vesmíru
Stal se členem sedmičlenné posádky raketoplánu Columbia při jeho opravárenské misi k Hubbleovu dalekohledu. Spolu s ním na jaře roku 2002 letěli: Scott Altman, John Grunsfeld, Nancy Currieová, Richard Linnehan, James Newman a James Massimino. Během desetidenního letu provedli řadu oprav a vylepšení na Zemi obíhajícím Hubbleově dalekohledu.
Carey je registrován jako 410. člověk ve vesmíru s 10 dny strávenými v kosmu. Mise STS-109 byla katalogizována v COSPARu pod číslem 2002-010A.
- STS-109, Columbia (1. března 2002 – 12. března 2002)